# Мабьяла, Ларрис
Ларрис Мабьяла Дестин (фр. Larrys Mabiala Destin; род. 8 октября 1987[…], Монфермей) — конголезский футболист, защитник клуба «Портленд Тимберс» и сборной ДР Конго.

## Клубная карьера
Мабьяла — воспитанник клуба «Пари Сен-Жермен». В 2007 году для получения игровой практики Ларрис на правах аренды был отдан в английский «Плимут Аргайл», но так и не дебютировал за клуб. 3 мая 2008 года в матче против «Тулузы» он дебютировал в Лиге 1. 22 марта 2009 года в поединке против «Тулузы» Ларрис забил свой первый гол за «Пари Сен-Жермен». Летом 2009 года Мабьяла перешёл в «Ниццу», подписав контракт на четыре года. 8 августа в матче против «Сент-Этьена» он дебютировал за новую команду.
В начале 2012 года Мабьяла перешёл турецкий «Карабюкспор». 8 января в матче против «Генчлербирлиги» он дебютировал в турецкой Суперлиге. 25 января в поединке против «Ордуспора» Ларрис забил свой первый гол за «Карабюкспор».
Летом 2015 года Мабьяла перешёл в «Кайсериспор», подписав контракт на два года. 16 августа в матче против «Анкараспора» он дебютировал за новую команду. 27 декабря в поединке против «Галатасарая» Ларрис забил свой первый гол за «Кайсериспор».
Летом 2017 года Мабьяла подписал контракт с американским «Портленд Тимберс». 20 июля в матче против «Реал Солт-Лейк» он дебютировал в MLS. 23 апреля 2018 года в поединке против «Нью-Йорк Сити» Ларрис забил свой первый гол за «Портленд Тимберс».

## Международная карьера
26 марта 2008 года в товарищеском матче против сборной Алжира Мабьяла дебютировал за сборную ДР Конго. В начале 2013 года Ларрис попал в заявку на участие в Кубке Африки в ЮАР. На турнире он сыграл в матчах против команд Ганы и Нигера.